# احمد کردغلی
احمد کردغلی (عربی: أحمد كردغلي؛ زادهٔ ۲۵ سپتامبر ۱۹۷۵) بازیکن فوتبال اهل سوریه بود.
وی همچنین در تیم ملی فوتبال سوریه بازی کرده‌است.